# Hosmer
Hosmer è un comune degli Stati Uniti d'America, situato in Dakota del Sud, nella contea di Edmunds.